# Bolat Niyazymbetov
Bolat Niyazymbetov, född den 19 september 1972, är en kazakstansk boxare som tog OS-brons i lätt welterviktsboxning 1996 i Atlanta. Han slogs ut i semifinalen av kubanen Héctor Vinent.